# Augustus Obuadum Tanoh

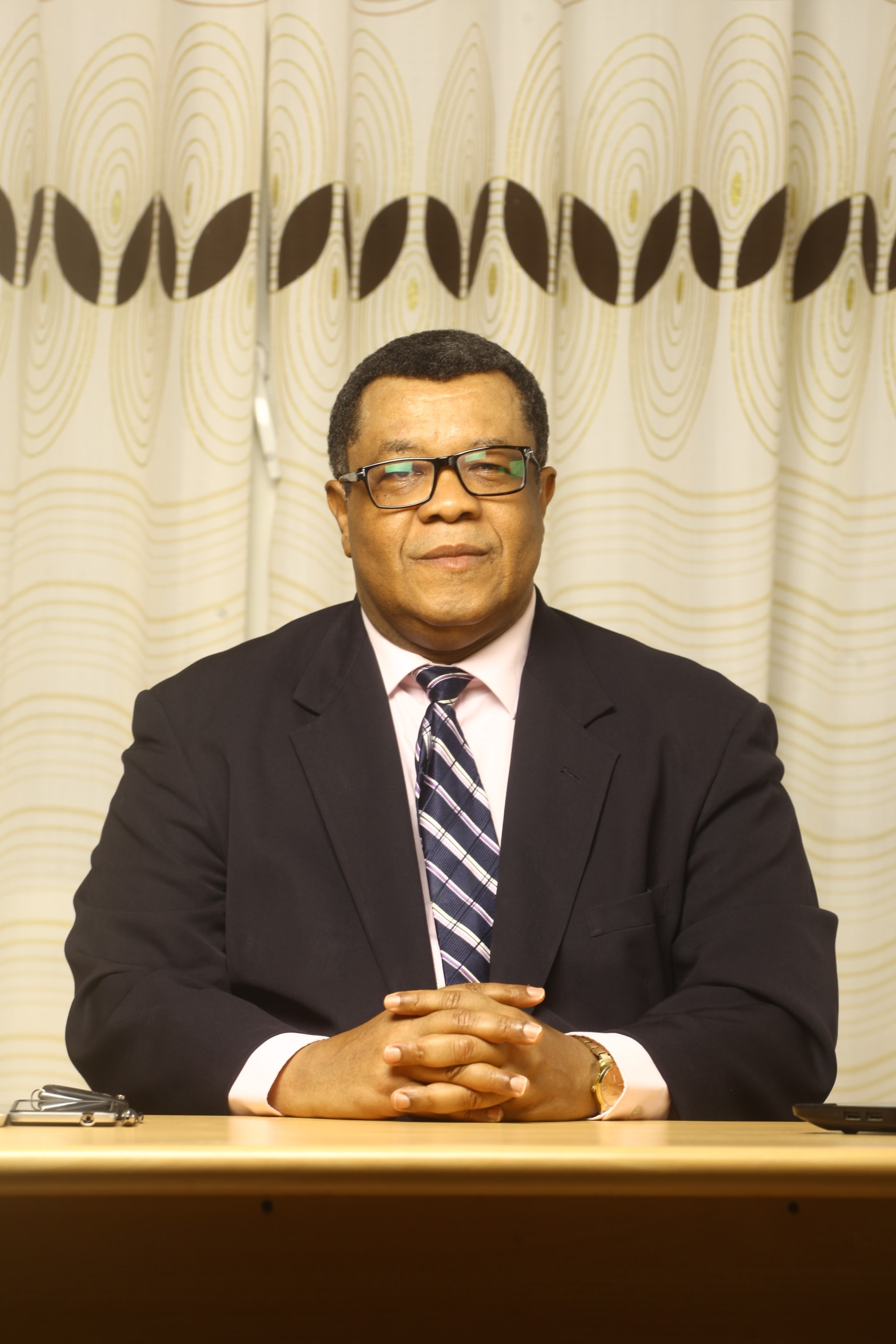
Augustus Obuadum Tanoh, 2017

Augustus Goosie Obuadum Tanoh (* 7. Februar 1956 in Ghana) ist ein ghanaischer Politiker und Parteivorstand der National Reform Party (NRP), für die er bei den Wahlen 2000 als Kandidat für das Präsidentenamt antrat, jedoch deutlich unterlag.
Tanoh hat an der Universität von Ghana in Legon, einem Stadtteil von Accra und an der Northwestern University School of Law in Chicago, USA, den LLB (Bachelor of Laws) und den LLM (Master of Laws) abgelegt.
Tanoh war Vorstandsmitglied bei Worldspace Ghana, 1996, Managing Director und Vorstandsvorsitzender der Transport and Commodity General Limited 1993 sowie verantwortlicher Direktor für Finanzen und Verwaltung der Ghana National Petroleum Corporation (1989 bis 1992). Ferner war er als Direktor und Vorstandsmitglied der Ecobank Ghana Limited zwischen 1989 und 1992 tätig. An der University of Ghana war er ab 1982 als Dozent im Fachbereich Rechtswissenschaften tätig und arbeitete intensiv an einer politischen Karriere.
Als Mitglied der verfassunggebenden Versammlung war er an der Verfassung Ghanas von 1992 maßgeblich beteiligt. Tanoh arbeitete im Dienste Ghanas als Diplomat und war zwischen 1986 und 1989 Mitglied der Delegation Ghanas im Sicherheitsrat, der Generalversammlung und der Kommission des Seerechts der Vereinten Nationen.
Vor den Präsidentschaftswahlen 2000 spaltete sich die National Reform Party (NRP) von der Partei des ehemaligen Präsidenten Jerry Rawlings, dem National Democratic Congress (NDC) ab und stellte Tanoh, einen vertrauten von Rawlings als Kandidaten für die Präsidentschaftswahlen auf. Tanoh unterlag dem späteren Präsidenten John Agyekum Kufuor deutlich mit 78.629 Stimmen (1,21 %). Bei den Wahlen zum ghanaischen Parlament entfielen auf die Partei von Tanoh ca. 2,25 % der Stimmen, jedoch wurde kein Sitz im Parlament errungen.
Tanoh ist mit Karen (* 13. März 1957) verheiratet, die als Bankier in der Ecobank International tätig ist.